# Millipede
Millipede è un videogioco arcade sparatutto a schermata fissa pubblicato da Atari nel 1982 come seguito del più famoso Centipede. Scopo del gioco è quello di totalizzare il maggior numero di punti distruggendo tutti i segmenti del millepiedi (traduzione di Millipede), mentre si muove verso il fondo dello schermo, e tutti gli altri nemici. Il gioco venne convertito per alcuni sistemi domestici, prevalentemente della stessa Atari.

## Modalità di gioco
In modo molto simile a Centipede, il giocatore controlla un piccolo cannone, che deve eliminare il millepiedi, di fatto uguale al centopiedi del predecessore. La schermata presenta un campo in cui stavolta si hanno fiori oltre che funghi. I nemici alleati del millipede sono del tutto nuovi:
- Forbicina (earwig): come lo scorpione del Centipede, essa rende i funghi velenosi che, colpiti, fanno cadere il millepiedi verso la parte bassa dello schermo.
- Ape (bee): come la pulce del Centipede, essa semina nuovi vegetali in linee verticali ma sono richiesti 2 colpi per ucciderla.
- Libellula: è simile all'ape, ma zig-zaga verso il basso e può essere distrutta con un singolo colpo.
- Ragno: come nel Centipede, rimbalza irregolarmente nella parte bassa dello schermo. Nei livelli più alti possono apparire anche più ragni contemporaneamente.
- Bruco geometra: quando viene colpito, rallenta per un breve periodo di tempo tutti i nemici.
- Maggiolino: si aggira per un breve periodo all'interno dell'area di pertinenza del giocatore, poi sale verso l'alto e rende indistruttibili tutti i vegetali che tocca. Quando viene colpito, tutto ciò che è sullo schermo scende verso il basso di una riga.
- Zanzara: esce dai lati dello schermo mentre scende verso il basso. Quando viene colpita, tutto ciò che è sullo schermo scorre verso l'alto di una riga.

Ogni tanto appare una Bomba DDT (statica): può essere fatta esplodere con un singolo colpo, cosa che provoca la distruzione di tutti i nemici e di tutti i vegetali nel suo raggio d'azione. Si possono avere nuove bombe nella parte alta dello schermo ogniqualvolta i vegetali scorrono verso il basso, per un massimo di 4  contemporaneamente in gioco.
Le vite a disposizione sono tre; ogni 15.000 punti viene donata una vita extra.
Tutti i vegetali parzialmente distrutti o infettati tornano allo stato normale quando un giocatore perde una vita.
Durante il gioco, a intervalli regolari, è previsto un livello speciale in cui il giocatore dovrà affrontare uno stormo di nemici (api, libellule, ecc.): ogni nemico di questo attacco distrutto incrementa il valore in punti dei nemici, fino a un massimo di 1.000 punti per nemico. Questo attacco termina quando lo stormo passa o quando il giocatore perde una vita. Inoltre, a intervalli regolari, nuovi vegetali nascono sullo schermo in sostituzione di quelli distrutti, seguendo uno schema simile a quello del gioco della vita.
Il giocatore controlla il cannone tramite una trackball per gli spostamenti (nelle conversioni si usa invece un joystick), e un singolo pulsante di sparo, che può essere tenuto premuto per un fuoco rapido. Il gioco termina quando vengono perse tutte le vite.

## Versioni
Millipede fu convertito per i computer Atari ST, per gli Atari 8-bit e per l'Atari 2600. Ne fu sviluppata anche una versione per il NES.
Una versione per Atari 5200 venne realizzata, ma non effettivamente pubblicata.
Nel 2007 è stato incluso nel pacchetto Xbox Live Arcade, una raccolta di arcade per Xbox 360, che contiene anche Centipede.
La versione per Atari 2600 del Millipede è uno dei titoli di Game Room, un servizio di giochi online all'interno di Xbox Live e di Games for Windows LIVE che permette di giocare online alcuni titoli classici.